# Jean Pinsello
Jean Pinsello est un cycliste professionnel français, né le 8 juin 1953 à Saint-Egrève (Isère). Il a été professionnel en 1977 et 1978.
Il a notamment terminé troisième du championnat du monde de demi-fond amateur en 1975, entrainé par Alain Maréchal.

## Palmarès sur route
- 1975
  - 3e du Grand Prix d'Issoire

## Palmarès sur piste

### Championnats du monde
- Rocourt 1975
  -  Médaillé de bronze du demi-fond amateurs

### Championnats de France
- Reims-1975
  -  Champion de France de demi-fond amateurs[1].
- Vélodrome municipal du Bois-de-Vincennes-1976
  -  Champion de France de demi-fond amateurs[1]